# Robert Schwizgebel
Robert Schwizgebel, né le 22 avril 1945 à Lausanne, est un organiste et compositeur vaudois.

## Biographie
Robert Schwizgebel passe son enfance à Puidoux. Il prend des cours de piano, orgue et violoncelle, et obtient un diplôme de virtuosité dans la classe d'orgue de Claude Dubuis à l'Institut de Ribaupierre à Lausanne. Il se perfectionne auprès de Pierre Segond au Conservatoire de musique de Genève et termine ses études avec un premier prix de virtuosité. Il suit également des cours de théorie musicale avec F. Allanic, Bernard Reichel, Lionel Rogg et François Delor.
Parallèlement à ses études, Robert Schwizgebel exerce une activité d'organiste d'église. Après des engagements à Chardonne, Pully-Chamblandes, Pully-Prieuré, il est dès 1978 titulaire de l'orgue de la Croix d'Ouchy. En 1981, il devient professeur d'orgue au Conservatoire de Lausanne jusqu'à sa retraite. Il compose quelques pièces d'orgue qui ont été publiées dans Vingt préludes de choral chez l'éditeur Cantate Domino à Monthey.
Un fonds Robert Schwizgebel a été créé à la Bibliothèque cantonale et universitaire - Lausanne.

## Sources
- « Robert Schwizgebel », sur la base de données des personnalités vaudoises sur la plateforme « Patrinum » de la Bibliothèque cantonale et universitaire de Lausanne.
- Fonds Robert Schwizgebel à la BCU Lausanne ;
- Jaccottet, Georges, Le Conservatoire de musique de Lausanne : (1861-1986), Lausanne, Bibliothèque historique vaudoise, 1986 ;